# الجلندي بن مسعود
الجلندى بن مسعود المعولي الأزدي إمام عمَان وعظيم الأزد فيها. وهو الّذي قتل شيبان بن عبد العزيز الصفري. وكانت عمان أشبه بالمقاطعة المستقلة في أيام بني أمية، فلما استولى بنو العباس أرسل (أبو العباس) إليه خازم بن خزيمة التميمي في جيش لإخضاع عمان لسلطة الدولة العباسية، فوقعت معركة جلفار الثانية فدحره خازم وقتل معه نحو عشرة آلاف من أصحابه وذالك في سنة 134 هـ ودخلت عمان في سيطرة الدولة العباسية.